# Harmonie vocalique
Pour les articles homonymes, voir Harmonie (homonymie).
L'harmonie vocalique est une modification phonétique concernant les voyelles d'un même mot ou syntagme ; il s'agit d'un type d'assimilation à distance (ou dilation) des timbres vocaliques entre eux : les syllabes d'une même unité (comme le mot ou le syntagme) doivent toutes présenter à la suite des voyelles « compatibles » et appartiennent donc à la même « classe » que celle de la voyelle précédente, la classe variant selon les langues.

## Fonctionnement
Au contraire des dilations sporadiques étudiées dans le cadre de la phonétique historique, l'harmonie vocalique est un phénomène phonologique vivant qui s'applique automatiquement dans les langues concernées, selon des règles déterminées. Si à un radical donné (au sein duquel les voyelles sont toutes de la même classe) l'on ajoute des morphèmes (comme des affixes), les voyelles des morphèmes en question doivent s'adapter ; ainsi, les affixes d'une langue agglutinante à harmonie vocalique n'ont pas de forme canonique, puisqu'en l'absence de radical, il n'est pas toujours possible de préciser le timbre de leurs voyelles. En d'autres termes, les morphèmes grammaticaux d'une langue à harmonie vocalique n'ont que des allomorphes.
Dans la majorité des cas, la classe à laquelle doivent appartenir les voyelles d'un même mot ou d'un même syntagme concerne une opposition d'arrondissement ou de forme du résonateur buccal. Dans le premier cas, toutes les voyelles de cette unité doivent être arrondies ou bien non arrondies, par exemple. Dans le deuxième antérieures ou postérieures, les deux mécanismes pouvant se mêler. D'autres types d'oppositions concernent aussi la position avancée ou rétractée de la racine de la langue. Dans certaines langues, il existe des mécanismes doubles d'harmonie et de disharmonie, une inversion de l'harmonie régulière dans certaines conditions. Le yucatèque et l'aïnou en font partie.
Les principales langues connaissant l'harmonie vocalique sont les langues agglutinantes de l'hypothétique « super-famille » ouralo-altaïque :
- des langues turques comme le turc, le kazakh, etc. ;
- le mongol ;
- les langues toungouses telles que le mandchou ;
- le moyen coréen ;
- des langues finno-ougriennes comme le finnois et le hongrois.

mais aussi :
- des langues bantoues comme le shona, le lomongo, le lobala, le lika, le lingala, le sotho du Sud et Nord, le tswana, etc. ;
- des langues nigéro-congolaises comme le yorouba, le Wolof, le peul, etc. ;
- des langues nilo-sahariennes comme le kalenjin, le maasai, le louo, etc. ;
- le télougou.

Cette liste n'est pas exhaustive.
On étudiera dans cet article quelques systèmes d'harmonie vocalique en commençant par celui du turc, l'un des plus complexes. Les notations phonétiques suivent les usages de l'API.

## Harmonie vocalique en turc

### Principes
En turc, l'harmonie concerne la forme du résonateur buccal (« profondeur ») et l'arrondissement (ainsi que l'aperture pour les voyelles arrondies). On oppose donc deux ensembles de voyelles, celles d'arrière (postérieures) et celles d'avant (antérieures), au sein desquels on distingue deux sous-ensembles, les voyelles arrondies et les non arrondies (voyelle 1 : ouverte ; voyelle 2 : fermée) :
- voyelles d'avant :
  - non arrondies : e, i ;
  - arrondies : ö [œ], ü [y] ;
- voyelles d'arrière :
  - non arrondies : a, ı [ɯ] ;
  - arrondies : o, u.

Les règles suivantes s'appliquent dans l'ordre donné :
1. o et ö sont exclues de l'harmonie : aucune voyelle ajoutée ne peut prendre ces timbres ;
2. toute voyelle peut être suivie de voyelles du même timbre qu'elle, sauf o et ö ;
3. toute voyelle d'avant est suivie de voyelles d'avant, toute voyelle d'arrière est suivie de voyelles d'arrière ;
4. toute voyelle non arrondie est suivie de voyelles non arrondies ;
5. toute voyelle arrondie est suivie de voyelles arrondies ouvertes (u, ü) ou de voyelles non arrondies fermées (a, e), par compensation de la règle 1.

L'harmonie concerne donc, dans l'ordre :
1. la profondeur ;
2. l'arrondissement ;
3. l'aperture.

### Tableau synoptique
Le tableau se lit comme suit : une voyelle 1 peut être suivie des timbres donnés sous la colonne voyelle 2 ; il ne faut pas perdre de vue que le système n'est pas symétrique : la voyelle suivant une voyelle 2 prendra à son tour un timbre parmi un nouvel ensemble de possibilités, de sorte que toutes les voyelles d'un même mot ne pourraient pas forcément être compatibles dans un ordre différent.
Ainsi, gönül, « cœur », est possible, mais pas *günöl, Konya (nom de ville) mais pas *Kanyo, etc.
L'on obtient les harmonies suivantes :
| Voyelle 1  | Voyelle 1      | Voyelle 1      | Voyelle 1      | Voyelle 2 | Voyelle 2 |
| Profondeur | Arrondissement | Arrondissement | Arrondissement | Voyelle 2 | Voyelle 2 |
| ---------- | -------------- | -------------- | -------------- | --------- | --------- |
| Avant      | non arrondie   | e              | +              | +         | e, i      |
| Avant      | non arrondie   | i              | +              | +         | e, i      |
| Avant      | arrondie       | ö              | +              | +         | ö, ü      |
| Avant      | arrondie       | ü              | +              | +         | ö, ü      |
| Arrière    | non arrondie   | a              | +              | +         | a, ı      |
| Arrière    | non arrondie   | ı              | +              | +         | a, ı      |
| Arrière    | arrondie       | o              | +              | +         | o, u      |
| Arrière    | arrondie       | u              | +              | +         | o, u      |

Il existe des exceptions, parmi lesquelles des mots d'emprunt (otobüs, du français autobus ; on attendrait otobos ou ötöbüs, qui sont attestés oralement, ou encore dansör, telefon, jinekolog, etc.), quelques mots turcs comme anne (« maman »), elma (« pomme »), des composés (bugün, « aujourd'hui », de bu « ce » et gün « jour », au lieu de *bugun). De plus, a dans un environnement labial (suivi de p, b, m et v prononcé dans ce cas [w]) peut être suivi de u : tavuk [tawuk] « poulet ».
Enfin, huit suffixes ne suivent jamais l'harmonie vocalique :
- -daş (suffixe nominal : groupes de compagnons) ;
- -gen (suffixe nominal : noms de polygones) ;
- -gil (suffixe nominal : éléments d'une même famille) ;
- -ken (« pendant que... ») ;
- -ki (« qui est... » ; devient cependant -kü après ü) ;
- -leyin (suffixe adverbial : moments de la journée) ;
- -mt(ı)rak (suffixe adjectival : noms de teintes, -âtre) ;
- -yor (suffixe verbal : présent progressif).

### Conséquences sur le système suffixal
Le turc est une langue agglutinante, ce qui signifie que l'on forme les unités sémantiques au moyen de suffixes collés les uns à la suite des autres. Or, les lois d'harmonie vocalique imposent à ces affixes le timbre de leur(s) voyelle(s). Il n'est donc pas possible de les citer sous une forme absolue et, de plus, aucun affixe ne peut faire varier son timbre dans l'étendue complète de la gamme vocalique. Le suffixe du verbe « être » au présent (3e personne du singulier), par exemple, est réalisé selon la base qui précède, ‑dir, ‑dır, ‑dur ou ‑dür ; on pourrait noter cela ‑d[i, ı, u, ü]r ; ce suffixe n'est cependant jamais réalisé *‑dar ou *‑der. Le suffixe marquant le cas de l'ablatif, cependant, ‑d[a, e]n, ne prend jamais la forme *‑din, *‑dın, *-dün, *-dun.
Il n'y a pourtant pas besoin, dans un dictionnaire, d'indiquer toutes les variantes possibles des suffixes : l'étendue vocalique des suffixes se limite en effet à deux classes :
- la classe 1 fait alterner [e] et [a] ;
- la classe 2 fait alterner [i, ı, u, ü].

Comme il n'existe que ces deux classes, il est d'usage de désigner les suffixes de la première par la voyelle [e], ceux de la deuxième par [i]. Ainsi, on note ‑dir pour signifier ‑d[i, ı, u, ü]r et ‑den pour ‑d[e, a]n.
Enfin, on constate que les voyelles [o] et [ö] sont exclues du jeu suffixal.

### Exemples
Gönüllerimizdekiler (« ceux qui sont dans nos cœurs ») :
- radical = gönül (« cœur ») ;
- suffixes = ‑l[e, a]r (pluriel), ‑[i, ı, u, ü]m (1re pers. du sg.), ‑[i, ı, u, ü]z (pluriel pronominal), ‑d[e, a] (locatif), ‑k[i] (« qui est... » ; suffixe invariable), ‑l[e, a]r (pluriel).

Görmüyorsam (« si je ne vois pas ») :
- radical = gör (« voir ») ;
- suffixes = -m (négation), ‑[i, ı, u, ü]y[o]r (présent progressif ; deuxième voyelle invariable), ‑s[e, a] (conditionnel), ‑m (1re pers. du sg.).

### Conclusion
Le processus turc est complexe et oblige à réviser la notion même d'harmonie vocalique : toutes les voyelles d'un même mot ne sont pas forcément compatibles entre elles ; la compatibilité est en effet chronologique et asymétrique :
- elle est chronologique parce que chaque voyelle n'influe que sur celle qui la suit directement ;
- elle est asymétrique parce que les timbres vocaliques possibles à un emplacement donné ne fonctionnent pas en couples (les timbres [o] et [ö] étant absents des alternances). De plus, l'existence des suffixes de première classe en [e, a] force une réduction des timbres possibles : un suffixe de classe 2 suivant un suffixe de classe 1 voit ses possibilités diminuées de [i, ı, u, ü] à [i, ı]. C'est ainsi que les fins de mots longs sont presque invariablement [e, a] ou [i, ı].

## Harmonie vocalique en finnois
L'harmonie vocalique en finnois classe les voyelles en trois types :
- voyelles antérieures/d'avant : y [y], ö [ø], ä [æ] ;
- voyelles neutres : e, i.
- voyelles postérieures/d'arrière : u [u], o, a ;

Les règles sont les suivantes :
- toute voyelle d'arrière doit être accompagnée de voyelles d'arrière ou de voyelles neutres :

muoto (« forme ») donne muodoton (« informe » ; noter que l'harmonie vocalique s'accompagne d'une alternance consonantique), haamu (« fantôme ») donne haamuille (« aux fantômes »), rangaista (« punir ») donne rangaistu (« puni ») ;
- toute voyelle d'avant doit être accompagnée de voyelles d'avant ou de voyelles neutres :

sytyttää (« allumer ») donne sytyttämällä (« en allumant »), köyhä (« pauvre ») donne köyhimmille (« aux plus pauvres »), yö (« nuit ») donne öissä (« dans les nuits ») ;
- les racines ou thèmes ne comportant que des voyelles neutres forment leurs formes fléchies avec des voyelles d'avant ou d'autres voyelles neutres :

tie (« route ») donne teilläpä (« sur les routes ! »), tiede (« connaissance ») donne tieteellistä (« scientifique »), perhe (« famille ») donne perheellekö ? (« à la famille ? »).
L'harmonie vocalique concerne tous les suffixes et forme fléchies, ce qui engendre des doublets pour toutes les formes qui ne comportent pas seulement des voyelles neutres :
- ä est en correspondance avec a ;
- ö avec o ;
- y avec u.

Ainsi :
- -ssa/ssä (« dans ») : koneessa (« dans la machine ») / yhdessä (« dans un »), etc. ;
- -mus/-mys (suffixe créant un substantif à partir d'un verbe) : kokoomus (« union ») / kysymys (« question »), etc. ;
- -nsa/-nsä (« son », « sa », « leur ») : nuhansa (« son rhume ») / tyttärensä (« sa fille » ou « leur fille »), etc. ;
- -ko/-kö (« est-ce que ») : saanko ? (« est-ce que je peux ? ») / ymmärtäisitkö ? (« est-ce que tu comprendrais ? »), etc.

En revanche, e et i restent invariants :
- -lle/-lle (« à ») : kuurolle (« au sourd ») / ystäville (« aux amis »), etc. ;
- -immin/-immin (« de la manière la plus ») : nopeimmin (« le plus rapidement ») / kätevimmin (« le plus commodément »).

L'harmonie vocalique respecte le thème d'origine dans les mots composés :
- kirjoituspöytä : « bureau », de kirjoitus (« écriture ») et pöytä (« table ») ;
- surumielisyys : « mélancolie », de suru (« tristesse ») et mieli (« esprit »),
- dans l'autre sens (voyelles d'avant puis voyelles d'arrière) : elämänvaatimus : « besoin vital », de elämä (« vie ») et vaatimus (« nécessité »), etc.

Les suffixes se plient alors seulement à l'aspect vocalique du dernier thème :
- kirjoituspöydällä (« sur le bureau ») ;
- surumielisyyttä (« de la mélancolie ») ;
- elämänvaatimuksina (« en tant que besoins vitaux »).

Certains mots empruntés à des langues étrangères ne suivent pas l'harmonie vocalique : polymeeri (« polymère »), autoritäärinen (« autoritaire »). Une harmonie vocalique spontanée peut alors apparaître : olympia étant par exemple prononcé comme olumpia. Les formes fléchies suivent plutôt le vocalisme de la fin du mot : polymeereissä (« dans les polymères »).

## Harmonie vocalique en hongrois
L'harmonie vocalique du hongrois oppose deux classes de voyelles, selon le point d'articulation (position de la langue) : les voyelles d'arrière, dites sombres et celles d'avant, dites claires. La classe des voyelles claires est subdivisée en deux sous-classes selon que la voyelle est arrondie ou non (forme des lèvres) :
- voyelles sombres : a/á, o/ó et u/ú ;
- voyelles claires : i/í, e/é, ö/ő et ü/ű dont
  - non arrondies : i/í, e/é ;
  - arrondies : ö/ő et ü/ű.

Les paires de voyelles ci-dessus correspondent à une opposition de longueur ; dans la suite de la section la seconde forme, la longue, sera omise, la longueur n'affectant l'harmonie vocalique. Par exemple, a est postérieur ([ɒ]) et que á est antérieur ([aː]), mais les deux voyelles sont considérés comme sombres.
Les règles, qui apparaissent surtout dans l'agglutination par ajout de suffixes, sont les suivantes :
- toute voyelle sombre (d'arrière) doit être suivie d'une voyelle sombre ;
- toute voyelle claire (d'avant) doit être suivie d'une voyelle claire ;
- les arrondies sont suivies d'arrondies quand le suffixe possède une forme arrondie, sinon d'une antérieure.

Il existe des exceptions ; notamment e et i sont partiellement compatibles avec les voyelles sombres.
Les suffixes sont le plus souvent à deux (arrière ~ avant) ou trois possibilités (arrière ~ avant non arrondies ~ avant arrondies). Quelques suffixes en i (voire en e) possèdent une seule forme, d'autres peuvent en posséder jusqu'à quatre (arrière non arrondies ~ arrière arrondies ~ avant non arrondies ~ avant arrondies), s'il s'agit de voyelles de liaisons. Voici les alternances possibles, avec exemples :
- [e, a, ö, o]
Exemple : -([e,a,ö,o])m (première personne du singulier du possessif) :
  - társ (compagnon) → társam : mon compagnon ;
  - barát (ami) → barátom : mon ami ;
  - férj (mari) → férjem : mon mari ;
  - bőrönd (valise) → bőröndöm : ma valise.
- [e, ö, o]
Exemple : -h[e,ö,o]z (chez, avec changement de lieu) :
  - Péter → Péterhez : [vers] chez Péter ;
  - Erdős → Erdőshöz : chez [Monsieur] Erdős ;
  - László → Lászlóhoz : [en direction de] chez László.
- [e, a]
Exemple -n[é,á]l (chez, sans changement de lieu)
  - Péter → Péternél : chez Péter
  - Anna → Annánál : chez Anna
- [ü, u]
Exemple : -[ü,u]nk (première personne du pluriel) :
  - csinál (faire) → csinálunk : [nous] faisons ;
  - keres (chercher) → keresünk : [nous] cherchons.
- [ö, o]
Exemple : -t[ő,ó]l (en provenance de chez) :
  - Péter → Pétertől : de chez Péter ;
  - Anna → Annától : de chez Anna.
- [i]
Exemple : -ig (jusqu'à) :
  - ház (maison) → házig : jusqu'à [la] maison.
- [e]
Exemple : -ék (famille) :
  - Kovács → Kovácsék : la famille Kovács.
- [o]
Exemple : -kor (à, au sens temporel) :
  - négy (quatre) → négykor : à quatre heures ;
  - karácsony (Noël) → karácsonykor : à Noël.

Cette règle de l'harmonie vocalique conduit la plupart des mots à contenir uniquement le même type de voyelles, voire parfois une seule et unique voyelle, par exemple :
- enged (accepter)
- eng-esztel (apaiser)
- meg-engesztel (apaiser)
- megengesztel-het (peut apaiser)
- megengesztelhet-etlen (implacable)
- megengesztelhetetlen-ebb (plus implacable)
- leg-megengesztelhetetlenebb (le plus implacable)
- leges-legmegengesztelhetetlenebb (le plus implacable des plus implacables)
- legeslegmegengesztelhetetlenebb-ek (les plus implacables des plus implacables)
- legeslegmegengesztelhetetlenebbek-kel (avec les plus implacables des plus implacables)

Les mots étrangers (exemple : sofőr, chauffeur) ou composés (exemple : jármű, véhicule) peuvent ne pas respecter cette règle. Dans ce cas, on accorde les suffixes en fonction de la dernière voyelle du mot :
- sofőr → sofőrrel : avec le chauffeur ;
- jármű → járműben : dans le véhicule.

Dans le cas des mots étrangers, si la dernière voyelle (prononcée) est un i, alors on regarde la voyelle précédente :
- Berlin → Berlinben : à Berlin ;
- Párizs → Párizsban : à Paris ;
- Émile → Émile-lel : avec Émile ;
- Fanny → Fanny-val : avec Fanny.

S'il n'y a pas d'autres voyelles, on utilise des suffixes à voyelles claires :
- Dili → Diliben : à Dili.

## Harmonie vocalique en shona
En shona (langue bantoue), l'harmonie ne concerne que l'aperture ; il existe deux classes de voyelles et les seuls timbres alternants sont [e] et [i] :
- voyelles fermées : [i], [u] ; suivies de [i] ;
- voyelles ouvertes : [e], [o] ; suivies de [e].